# Марта Мићић
Марта Мићић (рођена мађ. Egyedi; Нови Сад, 23. јун 1953) српска је песникиња, романописац и преводилац.

## Живот и образовање
Стицајем животних околности и бројних промена места становања услед професије бившег супруга официра ЈНА, после завршене средње медицинске школе у Сенти и недовршеног Медицинског факултета у Сегедину (Мађарска), положила диференцијалне испите у Љубљани стиче звање Више медицинске сестре. Седамдесетих година 20. века започети први кораци у области књижевности, у време када је живела у три државе (Немачка, Мађарска и Словенија) и служила се са четири језика.
На самом почетку списатељског рада Савез Слепих Војводине, општинска организација Сента, награђује тему: "Бити слеп а не бити слеп" и рад "Слепи и наше друштво", 9. јуна 1971. године, што је уједно и једино учешће на конкурсима и једина награда за рад до данас.
Члан је Друштва књижевника Војводине и Удружења књижевника Србије.

## Објављене песме
- I II III, CSÓKOM, VÁGY, LIDÉRCPOFON, , ÉVFORDULÓN, EPILÓGUS, BALLADA-CSÓK, "Nap" Суботица, 17. април 1972.
- , , , , NAGYAPÓ EMLÉKÉNEK, часопис "" Минхен, фебруар 1974.
- , , Недељни лист "" Сегедин, 8. мај 1975.
- , , , часопис "" Минхен, јун 1975.
- ДЕО СВЕТЛОСТИ, Лист Фронт, Београд, септембар 1976.
- СУЗЕ У ПРАХУ, Лист Фронт, Београд, децембар 1976.
- ДЕО СВЕТЛОСТИ, ЧЕЖЊО МОЈА, СУСРЕТ, СУЗЕ У ПРАХУ, ПОЕМА О ДОМУ, Часопис за књижевност, уметност, науку и културу "Рашка" бр.24, Рашка, 1986.
- ПУТОВАЊЕ КРОЗ ВРЕМЕ, Часопис "Рашка", Рашка, 1989.
- УКУС КУКУРЕКА, Часопис "Мостови" Пљевља, 1995.
- , Часопис "Muratáj" 98/2, 1999.
- , , , , , HANGOK A WIENERALDBAN, SZERELMI SIRATÓ, DÓVERI FEHÉR, Часопис "",  (Мађарска) 14. јун 2014.
- , , , , TÖREDÉK, HA FELÉBREDSZ, песме, Esztergom és vidéke 2o15.

## Објављене приче, есеји, приповетке, критике
- - приповетка, часопис "" Минхен, фебруар 1974.
- - приповетка, часопис "" Минхен, јун 1975.
- - приповетка, Недељни лист "Delmagyar" Сегедин, 23. фебруар 1976.
- СТРАХ - прича, Часопис "Камичак" Шабац, 1995.
- САН - приповетка, Часопис "Мостови" број 146-147, Пљевља, 1997.
- Митскосимболичко тумачење песама: ДР Славица Јовановић: ПРОЗОР, Паулина Ђурић: НЕВИДЉИВЕ БУКТИЊЕ, Мила Старчевић: ПОЉУБАЦ ЛЕПТИРА, Милица Јефтимијевић Илић: ЖЕНА САМ, Мирјана Филиповић: ЗВОНА ТИШИНЕ, Часопис "Орбис", бр. 3-4, Кањижа, 1998.
- СЕЋАЊЕ НА САЛКАИ КАЊО ЛЕОНУ (Szalkay Kanyo Leona)- есеј, Часопис "Орбис", Кањижа 1999.
- ИСКОРАК У НЕБО - приповетка, Часопис "Књижевне новине" број 1160, година LX, Београд, децембар 2008.
- СИМБОЛИЧКО ТУМАЧЕЊЕ МЕТАЛНЕ СТРУКТУРЕ Слободана Пеладића "Визуре", Часопис УЛЛС, год. II, децембар 2002.
- - приповетка, часопис „”, 12 évf. 1o, 11 sz. октобар-новембар 2o15.
- - приповетка, часопис „”, 12 évf.  12. 13. sz. децембар 2o15, јануар 2016.
- - приповетка, Esztergom és Vidéke társadalmi és kulturális folyóirat 2o15.

## Збирке и роман
- НЕГДЕ ТРЕБА СТИЋИ, збирка песама, Дечје новине, Горњи Милановац, 1992.  10942476
- РУЖИНО ПОЉЕ, збирка песама, Дечје новине, Горњи Милановац, . 1993.  86-367-0704-8  97453831
- НА ТОКОВИМА ВРЕМЕНА, збирка песама, Драганић КК, Београд, 1995.  86-441-0101-3  124344839
- ИЗА ЧАРОБНОГ ОКВИРА, збирка песама, Народна књига, Београд, 1996.  146160647[2]
- БЕЗИМЕНЕ ГОДИНЕ, збирка кратких прича, Народна књига, Београд 1997.  129656583[2]
- КОЛАЖ, роман, КОВ Вршац, 2000.  166592007

## Преводилачки рад

### Преводи са мађарског језика на српски језик
- :  -  - Иштван Хађмаш КАЗАНОВИН ДАН-СУНЦЕ, астралномитски аспекти Фелинијевог филма "Казанова", издавач Заслон, Шабац, 1998.  68759564[3]
- ТРЗАЈ НОЋИ, песма, Часопис "Орбис", Сента, 1999.
- AHOL A MADÁR SE JÁR, аутор Jankovics Marcell (Марсел Јанковић)- ПРИНУДНИ ЧИН И СЛОБОДНА ВОЉА, превод одломка, Часопис "Свеске" pp. 155, Мали Немо, Панчево, децембар 2003.
- ,  - ВРАТА (Магда Сабо), Глобисино, Београд, 2008.  978-86-7900-015-6  179689740
- (Geza Varadi i Laki Imre) NOVIBAZÁR- SANDZSÁK - PLJEVLJE, историјски роман на мађарском језику из 1912. године, Далма Пљевља, 2009.
- - Рожа Татар СТАНАРИ ГОСПОДАРСКЕ 5, Доситеј Горњи Милановац, 2009.  978-86-7644-053-5  171205644

### Преводи са српског језика на мађарски језик
- ПАУК, прича, Мила Старчевић (мађ. A POK), часопис "Baráti Kör" Pilisvörösvár (Мађарска), 2002.
- и , песме Милица Јефтимијевић Лилић, Часопис "",  (Мађарска),
- ЖЕНСКИ РОДОСЛОВ, - A NŐK CSALÁDFÁJA роман, Љиљана Хабјановић Ђуровић, Часопис "",  (Мађарска), 2007.
- ЛОРКА ЈЕ УМРО ОД ЉУБАВИ - A FATÁLIS SZERELEM, збирка песама Иван Глишић, М. О. Д. Шабац, 2013.  279324423
- ,  Весна Капор, (приповетке из књиге По сећању се хода као по месечини, Esztergom és vidéke 2o15.
- : , одломак из романа, часопис „Fecske”, 13. évf. 2, 3 sz. фебруар-март 2o16.
- : , одломак из романа, часопис „Fecske”, 13. évf. 4.5. sz. април-мај 2o16.
- : , одломак из романа, часопис „Fecske”, 13 évf   6,7. sz. јун-јул 2o16. и поезија „Megbékülés” (M.E.M.).
- : , одломак из романа, часопис „Fecske”, 13. évf. 8,9 sz. август-септембар 2o16.
- : , одломак из романа, часопис „Fecske”, 13. évf. 1o,11, sz. октобар-новембар 2o16.